# Памятник электромонтёру
Памятник электромонтёру возведён предприятием «МРСК Северо-Запада» «Комиэнерго» в Сыктывкаре в июне 2014 года.

## История
Впервые о том, что в столице Республики Коми может появиться памятник энергетику, стало известно в октябре 2013 года, когда только начиналась реализация проекта «Городские легенды». Директор «Комиэнерго» Иван Медведев предложил главе администрации Ивану Поздееву установить в городе скульптуру электромонтёра, она должна была стать одним из десятка новых арт-объектов. Тем не менее памятник установило само предприятие, он не является частью муниципального проекта.
Инициаторами появления памятника стали сами энергетики. Таким способом руководство филиала «Комиэнерго» решило отметить полувековой юбилей. Благодаря этому, одно из неприметных мест между двумя зданиями превратилось в сквер.
Автором памятника является скульптор, народный художник России, профессор, заведующий кафедрой архитектурно-декоративной пластики Санкт-Петербургской государственной художественно-промышленной академии имени А. Л. Штиглица, участник многих международных и всесоюзных конкурсов и выставок Анатолий Гордеевич Дёма.

## Описание
Скульптурная композиция представляет собой сидящего рабочего-монтажника. Рядом с ним лежат рукавицы, шлем и роза. Памятник отлит из бронзы, высота его составляет 2,4 метра, длина — около пяти метров. Цена — примерно три миллиона рублей, все финансовые затраты взяло на себя «Комиэнерго».